# Pływanie na Letnich Igrzyskach Olimpijskich 1896 – 500 m stylem dowolnym mężczyzn
Wyniki konkurencji pływackiej 500 metrów stylem dowolnym Igrzysk Olimpijskich w Atenach w 1896 roku.
Do tej konkurencji zostało zgłoszonych 3 pływaków.

## Wyniki
| lp.    | Zawodnik           | Kraj             | Wynik    | Uwagi |
| ------ | ------------------ | ---------------- | -------- | ----- |
| złoto  | Paul Neumann       | Austria          | 8:12.6   |       |
| srebro | Andonios Pepanos   | Królestwo Grecji | 9:57.6   |       |
| brąz   | Efstatios Chorafas | Królestwo Grecji | nieznany |       |